# Iwno (stacja kolejowa)
Iwno − nieczynna stacja kolejowa w Iwnie, w Polsce, w województwie dolnośląskim, w powiecie wołowskim.